# 北8線
北8線 義山－北新莊，是位於新北市的一條鄉道，西起新北市淡水區義山，東至新北市三芝區北新莊，全長5.487公里。

## 路線說明
新北市
- 淡水區：下奎柔山（起點，台2線岔路）→ 新興路 →（區界）→
- 三芝區：新興路 → 北新莊（終點，101線岔路）

## 歷史沿革
| 北8線歷史沿革 | 北8線歷史沿革                            | 北8線歷史沿革                            |
| 年代          | 本編號沿革                               | 本路線沿革                               |
| ------------- | ---------------------------------------- | ---------------------------------------- |
| 1961年        | 林子－北新莊4.95km                       | 當時為北7線（下奎柔山－北新莊5.481km）   |
| 1983年        | 原北8線改編為北6線；原北7線改編為北8線。 | 原北8線改編為北6線；原北7線改編為北8線。 |

## 沿線地標
- 淡水區第三公墓
- 臺灣留蘭香公司
- 行忠堂

## 交會公路
- 台2線（起點）
- 101線（終點）